# NTT
NTT株式会社（エヌティティ、英: NTT, Inc.）は、東京都千代田区大手町一丁目に本社を置く、日本最大手の通信キャリア。同社を持株会社として電気通信事業をはじめとする企業集団のNTTグループを構成する。
日本電信電話公社（電電公社）の民営化および日本電信電話株式会社等に関する法律（昭和59年法律第85号、通称「NTT法」）に基づき、1985年4月1日に日本電信電話株式会社（にっぽんでんしんでんわ、英: NIPPON TELEGRAPH AND TELEPHONE CORPORATION）として設立された。また、発行株式の3分の1以上が政府保有であることのほか、役員の選任や業務内容がNTT法で定められる特殊法人（特殊会社）。子会社であるNTT東日本・NTT西日本とともにNTT法の適用事業者である。
かねてより「NTT」の通称で知られており、2025年7月1日には、通称を正式な社名に採用し商号変更した。
日経平均株価およびTOPIX Core30、JPX日経インデックス400の構成銘柄の一つ。

## 概要

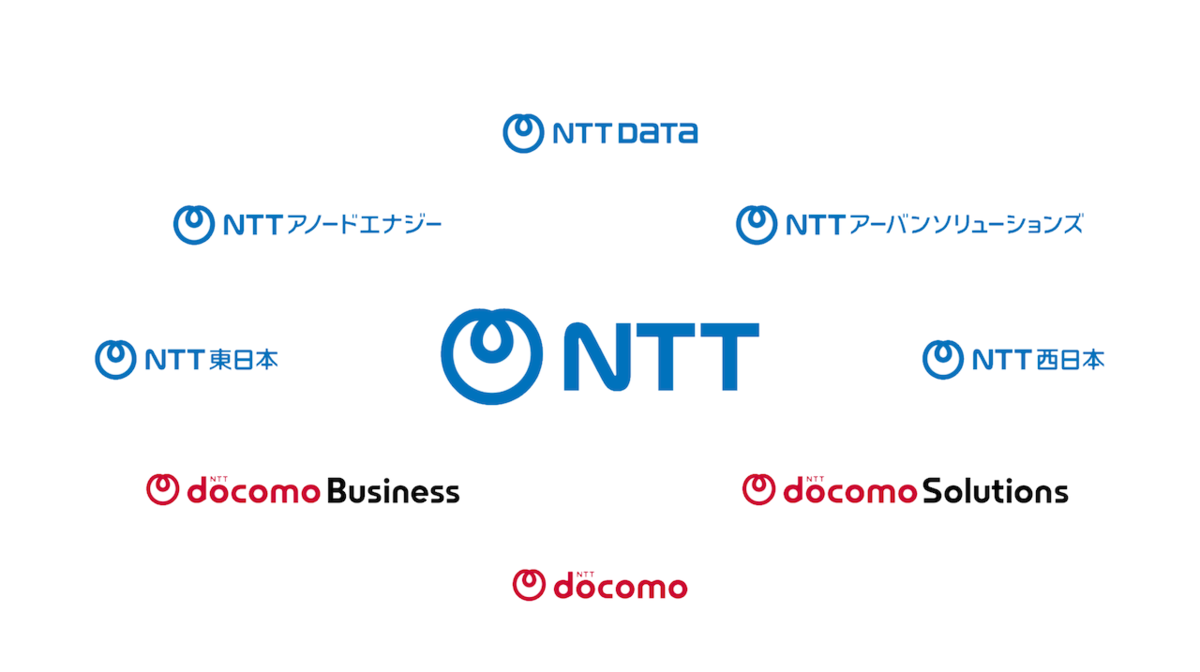
NTTグループ主要8社

現在のNTTはNTTグループの経営統括機能と、規模・技術的にも世界屈指のNTT研究所を擁する研究開発部門からなる。特に、NTTの研究開発部門はグループ企業の事業用技術開発だけに留まらず、通信分野の技術標準化や学術研究、オープンソースソフトウェアにも大きく貢献している。
NTTグループの主力事業は「総合ICT事業」「地域通信事業」「グローバル・ソリューション事業」に大別される。それらと比較して小規模ではあるものの不動産都市開発事業や、エネルギー事業なども準主力となっている。発足当初は固定電話による収益に依存していたが、現在はNTTドコモを中心とした移動体通信事業（携帯電話）が営業利益の7割を占めている。バブル景気にあった1987年から1991年まで、NTTは時価総額で世界最大の企業であった。
国際電気通信連合のセクターメンバーである。

## 沿革
参照：

1985年4月1日から2025年7月1日まで使用された旧企業ロゴ

- 1985年4月 - NTT法に基づく旧電電公社の民営化、日本電信電話株式会社設立[10]。本社は千代田区内幸町一丁目の日比谷電電ビル（後のNTT日比谷ビル）に置かれた。
- 1985年9月 - 日本初の携帯電話（ショルダー型自動車電話）100型のレンタルを開始。
- 1987年2月 - 東京、大阪、名古屋、その他証券取引所に株式上場（詳細は「#日本電信電話株式会社の設立」の項目を参照）。
- 1987年4月 - 移動通信サービスを開始。
- 1988年 - ISDN（INSネット）サービス開始。
- 1988年7月 - データ通信事業を、エヌ・ティ・ティ・データ通信（後のNTTデータ、現・NTTデータグループ）として分社化。
- 1991年4月 - 超小型携帯「mova」のサービス開始。
- 1992年7月 - 自動車電話・携帯電話・ポケットベルなどの事業を、エヌ・ティ・ティ移動通信網（現・NTTドコモ）に統合[11]。
- 1994年9月 - ニューヨーク証券取引所に上場（2017年4月付で上場廃止）。
- 1994年10月 - ロンドン証券取引所に上場（2014年3月付で上場廃止）。
- 1995年9月 - 新宿区西新宿三丁目に本社移転。
- 1996年12月 - インターネットサービスプロバイダ（ISP）事業「OCN」に参入。
- 1997年9月 - NTTソフトウェア本部の営業部門を、エヌ・ティ・ティ・コミュニケーションウェア（後のNTTコムウェア、現・NTTドコモソリューションズ）に吸収分割。
- 1999年7月 - 純粋持株会社体制に移行[12][13]。

1. 県内通信事業を、東日本電信電話（現・NTT東日本）と西日本電信電話（現・NTT西日本）としてそれぞれ分社化。
2. 県間通信事業などを、NTTコミュニケーションズ（現・NTTドコモビジネス）として分社化。
3. 千代田区大手町二丁目3番1号の逓信ビルに本社移転。

- 2013年12月 - 千代田区大手町一丁目のファーストスクエアイーストタワーに移転。
- 2018年8月 - グローバル持株会社として、（初代）NTT（現・NTT DATA, Inc.）を設立。グローバルR&Dを強化[14]。
- 2019年5月 - IOWN構想を発表。2024年の仕様完成、2030年の実現を目指して研究開発が進められる[15]。
- 2019年7月 - グループの不動産・都市開発事業を担う中核子会社として、NTTアーバンソリューションズ（旧NTTアーバンソリューションズ準備）が事業開始[16]。
- 2020年2月 - 京都大学と共同で、新医療リアルワールドデータ研究機構（PRiME-R）を設立[17][18]。
- 2020年12月 - TOBにより、上場子会社であったNTTドコモを完全子会社化[19]。
- 2022年1月 - グループの長距離・移動体通信事業を、ドコモグループに集約（詳細は「グループ体制の整理」の項目を参照）。
- 2022年10月 - 法人向けグローバル事業の再編を実行（詳細は「グループ体制の整理」の項目を参照）。
- 2023年6月 - リージョナルフィッシュ[注釈 4]と共同で、NTTグリーン&フードを設立（同年7月に開業）[20][21]。
- 2025年3月25日 - 同年6月19日に開催予定の定時株主総会での承認と総務大臣の認可を経たうえで、監査等委員会設置会社に移行する方針を示した[22]。
- 2025年5月8日 - NTTデータグループをTOBにより完全子会社化すると発表[23]。
- 2025年5月9日 - 株主総会の承認を経た上で新たな商号に変更するとともに、新CIを導入すると発表[24][25]。
- 2025年7月1日 - 商号を（2代目）NTT株式会社（英: NTT, Inc.）に変更。これに併せて新CIとしてロゴタイプをグローバルタイプのフォントに、イメージカラーを青にそれぞれ統一。グループ各社も併せて、東日本電信電話、西日本電信電話、NTTコミュニケーションズ、NTTコムウェアがそれぞれNTT東日本、NTT西日本、NTTドコモビジネス、NTTドコモソリューションズへ商号を変更する。ロゴタイプも全社でダイナミックループを採り入れるが、ドコモグループのみ赤のものを使用する[24][25]。

## 歴代社長
| 代数  | 氏名       | 在任期間                                | 出身校                           | 備考                                                              |
| ----- | ---------- | --------------------------------------- | -------------------------------- | ----------------------------------------------------------------- |
| 初代  | 真藤恒     | 1985年（昭和60年） - 1988年（昭和63年） | 九州帝国大学工学部               | リクルート事件により逮捕                                          |
| 第2代 | 山口開生   | 1988年（昭和63年） - 1990年（平成2年）  | 東京大学第二工学部               |                                                                   |
| 第3代 | 児島仁     | 1990年（平成2年） - 1996年（平成8年）   | 北海道大学法経学部（現：法学部） |                                                                   |
| 第4代 | 宮津純一郎 | 1996年（平成8年） - 2002年（平成14年）  | 東京大学工学部                   |                                                                   |
| 第5代 | 和田紀夫   | 2002年（平成14年） - 2007年（平成19年） | 京都大学経済学部                 |                                                                   |
| 第6代 | 三浦惺     | 2007年（平成19年） - 2012年（平成24年） | 東京大学法学部                   |                                                                   |
| 第7代 | 鵜浦博夫   | 2012年（平成24年） - 2018年（平成30年） | 東京大学法学部                   | 政府による異例の取締役再任拒否を受け、退任 総務審議官らを違法接待 |
| 第8代 | 澤田純     | 2018年（平成30年） - 2022年（令和4年）  | 京都大学工学部                   | 総務審議官らを違法接待                                            |
| 第9代 | 島田明     | 2022年（令和4年） - 現在                | 一橋大学商学部                   |                                                                   |

## 各年度業績
米国会計基準または国際会計基準（IFRS)による各年度業績（単位：百万円）。参照：
| 決算期                | 営業収益   | 営業利益  | 税引前 当期純利益 | 当期純利益 |
| --------------------- | ---------- | --------- | ----------------- | ---------- |
| 平成16年（2004年）3月 | 11,095,537 | 1,560,321 | 1,527,348         | 643,862    |
| 平成17年（2005年）3月 | 10,805,868 | 1,211,201 | 1,723,312         | 710,184    |
| 平成18年（2006年）3月 | 10,741,136 | 1,190,700 | 1,305,863         | 498,685    |
| 平成19年（2007年）3月 | 10,760,550 | 1,107,015 | 1,132,702         | 481,368    |
| 平成20年（2008年）3月 | 10,680,891 | 1,304,609 | 1,322,291         | 635,156    |
| 平成21年（2009年）3月 | 10,416,305 | 1,109,752 | 1,105,163         | 538,679    |
| 平成22年（2010年）3月 | 10,181,376 | 1,117,693 | 1,120,071         | 492,266    |
| 平成23年（2011年）3月 | 10,305,003 | 1,214,909 | 1,175,797         | 509,629    |
| 平成24年（2012年）3月 | 10,507,362 | 1,222,966 | 1,239,330         | 467,701    |
| 平成25年（2013年）3月 | 10,700,740 | 1,201,968 | 1,201,099         | 524,071    |
| 平成26年（2014年）3月 | 10,925,174 | 1,213,653 | 1,294,195         | 585,473    |
| 平成27年（2015年）3月 | 11,095,317 | 1,084,566 | 1,066,629         | 518,066    |
| 平成28年（2016年）3月 | 11,540,997 | 1,348,149 | 1,329,259         | 737,738    |
| 平成29年（2017年）3月 | 11,391,016 | 1,539,789 | 1,527,769         | 800,129    |
| 平成30年（2018年）3月 | 11,799,587 | 1,642,843 | 1,755,624         | 909,695    |
| 令和元年（2019年）3月 | 11,879,842 | 1,693,833 | 1,671,861         | 854,561    |
| 令和2年（2020年）3月  | 11,899,415 | 1,562,151 | 1,570,141         | 855,306    |
| 令和3年（2021年）3月  | 11,943,966 | 1,671,391 | 1,652,575         | 916,181    |

## 経営形態の歴史

### 第二次臨時行政調査会による三公社の民営化論議
第2次オイルショックにより、1981年3月に鈴木内閣は、日本経済団体連合会（経団連）の名誉会長土光敏夫を会長とした、「増税なき財政再建」をスローガンとした第二次臨時行政調査会を発足させた。
第二次臨調の答申事項の一つとし、政府公社の民営化が含まれていた。この答申を受け、中曽根内閣の民活路線のもと、三公社民営化について論議された。

### 日本電信電話公社民営化の閣議決定
1984年7月17日、内閣にて「日本電信電話株式会社法案」、「電気通信事業法案」および「日本電信電話株式会社法及び電気通信事業法の施行に伴う関係法律の整備等に関する法律案（整備法案）」（いわゆる「電電改革三法案」）が審議され、施行期日は翌年4月1日とされた。その後、数度の審議を経て同年12月20日、電電改革三法案が衆参両議院にて可決され、日本電信電話公社の民営化が決定された。

### 電電改革三法の概要

#### 日本電信電話株式会社法
- 日本電信電話株式会社は、国内電気通信事業を経営することを目的とする株式会社とし、国内電気通信事業を営むほか、郵政大臣の認可を受けて、これに附帯する業務その他会社の目的を達成するために必要な業務を営むことができる。
- 会社の責務とし事業を営むに当たって、常に経営が適正かつ効率的に行われるよう配意し、国民生活に不可欠な電話の役務を適切な条件で提供することにより、当該役務のあまねく日本全国における安定的な供給の確保に寄与する。電気通信技術に関する実用化研究、基礎的研究の推進、その成果の普及を通じて我が国電気通信の創意ある向上発展に資するよう努めなければならない。
- 会社の株式は、政府が常時、発行済み株式総数の三分の一以上の株式を保有していなければならない。また、政府の保有する会社の株式処分は、その年度の予算をもって国会の議決を経た限度数の範囲内でなければならない。なお、外国人及び外国法人等は、会社の株式を保有することができない[注釈 6]。
- 新株の発行、取締役及び監査役の選任等の決議、定款の変更等の決議、事業計画、それに重要な設備の譲渡については、郵政大臣の認可を受けなければならない。
- 郵政大臣は、新株の発行、定款変更等の決議、事業計画、重要な設備譲渡についての認可をしようとするときは、大蔵大臣に協議しなければならない。
- 政府は、会社の成立の日から5年以内に、この法律の施行の状況及びこの法律の施行後の諸事情の変化等を勘案して会社のあり方について検討を加え、その結果に基づいて必要な措置を講ずるものとすることを定める。

#### 電気通信事業法
- 電気通信事業者が取り扱う通信の秘密の保護、検閲の禁止、利用の公平及び重要通信の確保。
- 電気通信事業を、みずから電気通信回線設備を設置して電気通信役務を提供する第一種電気通信事業と、第一種電気通信事業者から電気通信回線設備の提供を受けて電気通信役務を提供する第二種電気通信事業とに区分する。第一種電気通信事業については、電気通信回線設備が著しく過剰とならないこと等、事業の安定性、確実性を確保するため、事業の開始を郵政大臣の許可とする。また、その料金については、国民生活、国民経済に重大な影響を及ぼすため、郵政大臣の認可事項とする。第二種電気通信事業については、多種多様な通信需要に応じた電気通信役務の提供が予想される分野のため、原則として届け出で事業を開始できることとする。ただし、不特定多数を対象とする全国的、基幹的事業及び外国との間の事業は特別第二種電気通信事業とし、事業の開始を郵政大臣の登録事項とする。
- 第一種電気通信事業、特別第二種電気通信事業については、電気通信設備について、国が一定の技術基準を定め、良質かつ安定的な電気通信役務の提供を確保するとともに、端末設備について、一定の技術基準を定めた上で、利用者が自由に設置できるものとする。
- 郵政大臣が事業の許可、料金の認可等この法律に基づく重要な処分をしようとする場合には、審議会に諮り、その決定を尊重してこれをしなければならない。
- 政府は、この法律の施行の日から三年以内に、この法律の施行の状況について検討を加え、必要な措置を講ずる。

#### 整備法
- 日本電信電話公社法の廃止に伴い、同法及び日本電信電話公社の名称を引用している関係法律について、引用部分の削除、名称の変更等所要の改正を行うこと。
- 日本電信電話公社が改組され日本電信電話株式会社になった後も、共済制度を適用することとし、関係法律について所要の改正を行うこと。
- 会社の労働関係については、労働三法によることとし、公共企業体等労働関係法は適用しないこととするとともに、調停に関する暫定的な特例措置を定めるため、関係法律について所要の改正を行うこと。

### 日本電信電話株式会社の設立
参照：
1985年4月1日、「日本電信電話株式会社法」施行により日本電信電話株式会社発足。発行済株式総数は1560万株、資本金7800億円（額面5万円）で、持株比率は大蔵大臣（当時）100%であった。
政府の所有株式が公開されることとなった。これに伴い、1987年2月9日には日本電信電話に対し証券コード9432が割り当てられる。これにより、東京証券取引所、大阪証券取引所、名古屋証券取引所第一部に上場した。
1987年2月9日には政府保有株式186万株が放出されたが、上場初日に買注文が多いため値付けができなかった。翌2月10日に政府はさらに10万株を放出することとし、160万円が初値となった。その2か月後の1987年4月22日には史上最高値の318万円まで株価が高騰した。その後、7月に株式市場全体の暴落により、同社の株式も225万円まで下落したあと、乱高下を繰り返し、同年秋には株価300万までに回復した。
この動向を見守っていた大蔵省（当時）は、1987年11月に政府は保有株式195万株の第2回売出を行い、このときは255万円の値がついた。さらに1988年10月、政府は保有株式150万株の第3回売出を行い、株価は190万円となった。
政府はこの計3回で540万株の保有株式を売出し、売却代金10兆2000億円が国庫に帰属することになった。NTTも株式需給の悪化の株価低迷に対する信頼性回復のため、1990年10月に自民党電気通信問題調査会政策小委員会に対し外国人の株式所有解禁や政府保有株式の買入による償却などを要望した。
また郵政省は電気通信審議会の答申を受け、「外国人の株式所有を議決権の20%未満まで解禁する」、「外国人の役員就任を禁じる」などを含む「日本電信電話株式会社法等の一部を改正する法律」を1992年5月に成立させ、1992年8月1日施行となった。
NTTは改正法による外資規制の緩和に基づき、1994年9月29日にはニューヨーク証券取引所、10月12日にはロンドン証券取引所に上場した。

#### グループ企業戦略
1985年4月11日にNTT最初の子会社として、NTTリースが設立された。NTTの民営化と同時に、NTTリースを子会社として設立した背景には、電気通信事業法により電話機など通信端末の自由化が可能となったことから、NTTも通信機器の売切りを開始することが可能となり、販売商品方法として割賦販売やリース販売に対応する必要があったためである。
国営時代は電電公社法による制約が厳しく、「事業運営上、必要最小限の範囲」内での委託会社への出資しか認められていなかった。
NTTの民営化により、電気通信事業の自由化に伴う新規参入業者との競争に対抗できるように、組織のスリム化の推進を進めると共に、事業の多角化と事業領域の拡大を目指して新たな分野への参入を図る事とした。
NTTグループの企業は、「事業領域の拡大を目指した新規事業会社」、「従来より事業部として事業を分離した企業」、「同社が保有していた専門機能を集約・特化して分社化する企業」の3形態に分類される。
この戦略の一つとして、1988年5月23日に事業分離型企業としてNTTデータが設立された。
このような動向について、民営化後もその事業範囲の広大さと経済への影響力の大きさから、米国の圧力により国鉄分割（JR7社）のような地域分割論が噴出し政治問題化した。そのためNTTはそれを回避すべく、子会社を設立したとする見方もある。

#### 会社成立5年後の再検討
「日本電信電話株式会社法」の附則で会社成立の日から5年以内に、同社設立後の諸事情の変化などを勘案して会社のあり方について検討を加え、その結果に基づいて必要な措置を講ずるものとすることを定めていた。
1989年10月、電気通信審議会は「今後の通信産業の在り方に」に関する答申を提出した。答申では、現行の組織形態での改善にはおのずと限界がある、電気通信市場のさらなる競争、経営効率化などの観点から「組織の再編成が検討されるべきだ」と指摘し、具体案として3案が提示された。
1. 地域別再編成
2. 市内市外分離で市内全国1社
3. 市内市外分離で市内複数社

この中間答申について、NTTは反対、公正取引委員会、日本経済団体連合会、電気通信産業連盟などが「時期尚早」という結論、郵政省や新電電各社は支持の姿勢を打ち出した。このような状況の下、1990年3月、電気通信審議会は最終答申として、「日本電信電話株式会社法附則第2条に基づき講ずるべき措置、方策等の在り方―公正有効競争の創出と技術革新―」を郵政大臣に提出した。その中でも再編について、「市内市外分離で市内全国1社」方式に絞り込み、実施時期を1995年度めどにするとした。また、移動体通信業務を同社から分離した上で完全民営化するとし、1年内に速やかに実施するよう提言するものであった。
郵政省は、電気通信審議会最終答申に提示された市内・市外分離案の実現に向け調整を図ったが、「答申後、株主の不安を招いて同社株の株価が低迷し、大蔵省も株主、国民の利益が保証されなければ分離分割を承服できない」と強く反発の意を表明した。最終的に自民党は、当面分割は実施しないこととして公正有効競争の促進などの措置の実施状況を踏まえた上で、必要と認められる場合には1995年度において再度検討を行い、結論を得るとの方針を決定した。

### 再編成の検討
1995年4月、政府方針によって5年間後に再検討とされた経営形態に関する議論が、郵政大臣による電気通信審議会への諮問によって開始された。電気通信審議会は諮問を受けてNTTの在り方に関する特別部会を設け、検討を開始した。同年7月に行政改革委員会の規制緩和小委員会が40項目について規制緩和に関する論点を公開した。
- 新事業者がサービスを提供するためには、競争相手でもある日本電信電話の地域通信網に依存せざるをえない市場構造になっており、それに起因する公正競争上の問題が発生している。
- 電話料金の低廉化のためには、日本電信電話の地域網の効率化が不可欠である

1995年12月、規制緩和小委員会は「光り輝く国を目指して」と題した規制緩和最終報告をまとめ、情報通信分野に関しては構造改革の大きな柱として、電気通信事業の規制緩和とNTTのあり方をあげた。ただし、その最終判断は電気通信審議会へと委ねるとした。
1996年2月、電気通信審議会は「日本電信電話株式会社の在り方について―情報通信産業のダイナミズムの創出に向けて―」とする答申を提出し1998年をめどに、NTTを長距離通信会社と2社の地域通信会社に再編成するとの提言を公表した。
1996年3月、電気通信審議会の答申を受けた政府は、「NTTの経営形態に関するワーキングチーム」を設置して検討した。だが連立与党内にも、基本的には電気通信審議会答申を尊重すべきとする意見と、分離・分割に反対する意見との対立による意見調整が付かず、結論を次の通常国会まで先送りすることとした。

#### 再編成の再検討
1996年12月6日、郵政省は純粋持株会社の下に長距離通信会社1社と地域通信会社2社に再編成するという内容としてまとめた「NTTの再編成についての方針」を発表した。「持株会社に関する関連法案」の改正や、「事業譲渡益課税の特例」などのこの発表と関連する事項についてあわせて検討が行われ、第140回通常国会に独占禁止法改正法案が提出され、1997年6月に「独占禁止法改正法」が成立した。この成立により、NTT再編成の前提条件である純粋持株会社の解禁が確定した。

#### 日本電信電話株式会社法の改正
1997年6月に「日本電信電話株式会社法の一部を改正する法律」が成立し、日本電信電話の再編成が決定した。この改正法では、持株会社と地域会社2社は特殊会社、長距離会社は完全な民間会社とされた。
持株会社としてのNTTの目的は「地域会社が発行する株式の総数を保有し、地域会社による適切かつ安定的な電気通信役務の提供の確保と電気通信の基盤となる電気通信技術に関する研究を行う」とした。ただし、持株会社の取締役や監査役の選任・解任の決議は、郵政大臣の認可を必要とするとされた。
地域会社は「地域電気通信事業（同一都道府県の区域内における電気通信業務）を経営すること」を目的に、東日本電信電話（NTT東日本）および西日本電信電話（NTT西日本）のそれぞれの業務区域を定めた。地域会社は特殊法人として政府規制が残るが、役員の選任・解任、利益処分について郵政省の認可が不要とされた。

### 日本電信電話の再編成
1999年1月、NTTは再編成後の組織づくりのため、「持株会社移行本部」、「東日本会社移行本部」、「西日本会社移行本部」、「長距離国際会社移行本部」の4移行本部に再編した。
1999年7月、地域会社としてNTT東日本およびNTT西日本、長距離会社としてNTTコミュニケーションズ（現・NTTドコモビジネス）が設立された。
NTTは、既に分社化されたNTTデータ（1988年設立）とNTTドコモ（1992年設立）などをグループ会社とする持株会社に移行した。
「日本電信電話株式会社等に関する法律」（NTT法）第3条により、「会社及び地域会社は、それぞれその事業を営むに当たつては、常に経営が適正かつ効率的に行われるように配意し、国民生活に不可欠な電話の役務のあまねく日本全国における適切、公平かつ安定的な提供の確保に寄与するとともに、今後の社会経済の進展に果たすべき電気通信の役割の重要性にかんがみ、電気通信技術に関する研究の推進及びその成果の普及を通じて我が国の電気通信の創意ある向上発展に寄与し、もつて公共の福祉の増進に資するよう努めなければならない」とされているが、具体的かつ個別・直接的な義務は負っていない。ただし、電気通信事業法第7条および同施行規則第14条・第40条により、NTT東日本とNTT西日本は基礎的電気通信役務（固定電話・公衆電話・緊急通報、いわゆるユニバーサルサービス）を離島を含めたすべての市町村を対象に提供する義務を負っている。NTT法第2条第4項により、県境を越える通信サービスを開始する場合は総務省の認可が必要であったが、2011年のNTT法改正により事前届出制に変更された。
現在も、基礎研究を手がける研究部門は分割されず持株会社内部に残っている。持株会社の事務部門は基本的に子会社からの出向という形であるが、研究職は持株会社が独自に採用している。なお、独自の研究セクションを設けた子会社もある。
再編成にあたって、NTT法による規制の有無と業態によりグループ会社を第1類 - 第4類に分類し、事業・サービスの整理・統合を進めている。なお、第1分類は規制会社でNTT東日本、NTT西日本が、第2分類は競争会社でNTTコミュニケーションズ（現・NTTドコモビジネス）、NTTデータ、NTTドコモ、第3分類は経営資源活用会社でNTTコムウェア（現・NTTドコモソリューションズ）、NTTファシリティーズなどが、第4分類は新事業開拓会社でNTTファイナンス、NTT都市開発などが該当する。

### グループ体制の整理
2018年の澤田社長就任以降、グループ体制の見直しに着手している（前項までの再編とは異なり、総務省が主導して行われたものではない）。
2018年8月、NTTコミュニケーションズ、NTTデータ、ディメンションデータの全株式を、グローバル持株会社の初代NTT株式会社（通称：NTT, Inc.）に移管。
2019年4月、NTT都市開発とNTTファシリティーズの統合により、NTTアーバンソリューションズを設立（同年7月に事業開始）。
2020年12月、TOBにより、東証一部の上場子会社であったNTTドコモの全株式を取得。
2021年、可能な職種ではテレワークを原則とし転勤や単身赴任を廃止する方針とした。翌年からは勤務地が原則自宅となり、出社は出張扱いとなる。
2022年1月1日、NTTドコモがNTTコミュニケーションズと、NTTコムウェアの両社を子会社化（両社は2025年7月1日にそれぞれNTTドコモビジネス、NTTドコモソリューションズに社名変更）。これにより事実上、長距離・モバイル通信事業は新・ドコモグループに一元化されることとなった。
2022年10月、グループの法人向け海外事業再編を実施
1. NTTデータが、NTT, Incと同社子会社のNTT Ltd.を連結子会社化。
2. NTT, Incを、NTTデータの海外事業統括会社「株式会社NTT DATA, Inc.」として再編。
3. NTTデータの海外事業を、NTT Ltd.に統合。

## NTTグループが手がける主なサービス

### 有線での通話・通信事業
- 電報（現在：NTT東日本・NTT西日本）：1869年（明治2年）開始。
- 加入電話（現在：NTT東日本・NTT西日本）：1890年（明治23年）開始。
  - 2017年（平成29年）4月、NTT東日本とNTT西日本は、公衆交換電話網（PSTN）からIP電話への移行を2024年（令和6年）1月に開始し、2025年（令和7年）1月に終了することを発表した[53]。これにより付加サービスについても整理が行われる。
- ISDN（INSネット/NTT東日本・NTT西日本）：1988年（昭和63年）開始、上記のIP電話への移行に関連して2028年（令和10年）12月サービス終了予定。
- キャッチホン（現在：NTT東日本・NTT西日本）：1970年（昭和45年）開始。
- フリーダイヤル（現在：NTTドコモビジネス）：1985年（昭和60年）開始。
- ナビダイヤル（現在：NTTドコモビジネス）：1997年（平成9年）5月開始。
- ダイヤルQ2（NTT東日本・NTT西日本）：1989年（平成元年）開始、2014年（平成26年）2月サービス終了。
- テレジョーズ（旧NTTコミュニケーションズ）：1992年（平成4年）開始、2023年（令和5年）12月サービス終了。
- テレドーム（旧NTTコミュニケーションズ）：1993年（平成5年）開始、2023年（令和5年）6月サービス終了。
- テレゴング（旧NTTコミュニケーションズ）：1993年（平成5年）開始、2012年（平成24年）5月サービス終了。
- テレホーダイ（NTT東日本・NTT西日本）：1995年（平成7年）開始、2023年（令和5年）12月サービス終了。
- テレチョイス（旧NTTコミュニケーションズ）：1995年（平成7年）開始、2023年（令和5年）12月サービス終了。
- キャッチホン2（NTT東日本・NTT西日本）：1995年（平成7年）開始、2016年（平成28年）2月サービス終了。
- あんないジョーズ（NTT東日本・NTT西日本）：1998年（平成10年）開始、2007年（平成19年）3月サービス終了。
- フレッツシリーズ 「フレッツISDN/フレッツADSL/フレッツ光」（NTT東日本・NTT西日本）
- ナンバーディスプレイ（現在：NTT東日本・NTT西日本）
- ひかり電話（現在：NTT東日本・NTT西日本）
- ひかりTV（NTTぷらら）

### 事業者識別番号
- 0033、0034、0035（NTTドコモビジネス）：マイラインで用いるのは0033であった。
- 0036（NTT東日本）
- 0039（NTT西日本）

### 移動体通信事業
- 新幹線の列車公衆電話サービス（旧NTTコミュニケーションズ）：1965年（昭和40年）開始。新幹線列車への着信および新幹線列車からの発信サービス。2004年（平成16年）6月、着信サービス終了。2021年（令和3年）、発信等全サービス終了。
- 携帯電話（現在：NTTドコモ）：1979年（昭和54年）12月3日開始。当初は自動車電話サービスとして提供された。
  - 以後通信方式の世代交代、パケット通信サービスとして「mova」 「DoPa」 「FOMA」 「Xi（クロッシィ）」「PREMIUM 4G」「5G」が提供される：「mova」「DoPa」は2012年（平成24年）3月サービス終了、「FOMA」は2026年（令和8年）3月サービス終了予定[54]。
- PHS（旧NTTパーソナル→NTTドコモ）：2008年（平成20年）1月サービス終了。
- ポケットベル「クイックキャスト」（NTTドコモ）：2007年（平成19年）サービス終了。
- 衛星通信 ワイドスター（現在：NTTドコモ 他）
- 船舶電話（ドコモ・モバイル）

### 公衆無線LAN
- NTTブロードバンドプラットフォーム（インフラ構築）Wi-Fine
  - ホットスポット（旧NTTコミュニケーションズ）：2012年（平成24年）11月サービス終了。
  - docomo Wi-Fi（NTTドコモ）
  - フレッツ・スポット（NTT東日本・NTT西日本）：NTT東日本は2019年（平成31年）3月サービス終了、NTT西日本は2026年（令和8年）3月サービス終了予定。

### インターネット・サービス・プロバイダ
- OCN（旧NTTコミュニケーションズ→現在：NTTドコモ）
- plala（旧NTTぷらら→現在：NTTドコモ）
- インフォスフィア（NTTPCコミュニケーションズ）
- goo（旧NTT-X→現在：NTTレゾナント）
- mopera（NTTドコモ）
- WAKWAK（NTT-ME）

### 金融・リース
- NTTファイナンス
- dカード（旧称：DCMX/NTTドコモ）

### スマートエネルギー事業
- NTTアノードエナジー

### その他事業
- CAFIS「クレジットカードオンラインシステム」（現在：NTTデータ）
- 銀行オンラインシステム（NTTデータ）
- 都市開発（現在：NTT都市開発・NTTファシリティーズ）
- 国際電話（現在：NTTドコモビジネス）
- テレビジョン中継回線
- ドットコムマスター（インターネット検定 .com Master/現在：NTTドコモビジネス）
- スマート養殖事業（NTT東日本）[55]
  - 大学やベンチャー企業と共に、NTTの通信やセンサー技術を提供する「スマート養殖事業」の実証実験を行っており、将来的には生産システムの外販も予定している[55][56]。
- dポイント（共通ポイントサービス、NTTドコモ）

### 災害対策基本法関連
NTTグループのうち、以下の企業は災害対策基本法で指定公共機関の指定を受けており、災害発生時に通信を確保する義務を負っている。
- NTT（持株会社） - 当社、グループ全体における通信業務の調整。
- NTT東日本
- NTT西日本
- NTTドコモ
- NTTドコモビジネス

ライバル企業のKDDI・ソフトバンク・楽天モバイルも、1社で上記サービスや携帯電話サービスを行っていることから同法に基づく指定を受けている。

## 研究拠点
参照：NTT R&D Website「所在地」
品川シーズンテラス　〒108-0075 東京都港区港南1-2-70
| - NTT IOWN総合イノベーションセンタ - NTT IOWNプロダクトデザインセンタ |  | - NTTソフトウェアイノベーションセンタ |

横須賀研究開発センタ　〒239-0847 神奈川県横須賀市光の丘1-1 横須賀リサーチパーク
| - NTTサービスイノベーション総合研究所 - NTT社会情報研究所 - NTTコンピュータ&データサイエンス研究所 - NTT未来ねっと研究所 |  | - NTT人間情報研究所 - NTTアクセスサービスシステム研究所 - NTTネットワークイノベーションセンタ |

武蔵野研究開発センタ　〒180-8585 東京都武蔵野市緑町3-9-11
| - NTT情報ネットワーク総合研究所 - NTTアクセスサービスシステム研究所 - NTT宇宙環境エネルギー研究所 - NTT社会情報研究所 |  | - NTTネットワークサービスシステム研究所 - NTTソフトウェアイノベーションセンタ - NTTネットワークイノベーションセンタ - NTTコンピュータ&データサイエンス研究所 |

厚木研究開発センタ　〒243-0198 神奈川県厚木市森の里若宮3-1
| - NTT先端技術総合研究所 - NTTコミュニケーション科学基礎研究所 - NTT物性科学基礎研究所 |  | - NTT先端集積デバイス研究所 - NTTデバイスイノベーションセンタ |

筑波研究開発センタ　〒305-0805 茨城県つくば市花畑1-7-1
| - NTTネットワークイノベーションセンタ |  | - NTTアクセスサービスシステム研究所 |

NTT京阪奈ビル　〒619-0237 京都府相楽郡精華町光台2-4
- NTTコミュニケーション科学基礎研究所

グランパークタワー　〒108-0023 東京都港区芝浦3-4-1
| - NTT人間情報研究所 |  | - NTTコンピュータ&データサイエンス研究所 |

大手町ファーストスクエア　〒100-8116 東京都千代田区大手町1-5-1 大手町ファーストスクエア イーストタワー
| - 経営企画部門 - 研究開発マーケティング本部 - 財務部門 - 総務部門 |  | - 技術企画部門 - グローバルビジネス部門 - 広報部門 |

北米研究開発拠点
- NTT Research, Inc.（アメリカ合衆国カリフォルニア州サンタクララ郡サニーベール）

## 医療機関
旧逓信病院を引継ぎ運営を実施している。企業立病院であるが、NTTグループ関係者以外も利用が可能である。NTT東日本が運営する医療機関としては以下の3病院がある。なお、NTT西日本においては2021年をもって病院運営から撤退している。
| 病院名            | 旧称         | 所在地               | 備考                      |
| ----------------- | ------------ | -------------------- | ------------------------- |
| NTT東日本関東病院 | 関東逓信病院 | 東京都品川区東五反田 |                           |
| NTT東日本札幌病院 | 札幌逓信病院 | 北海道札幌市中央区   |                           |
| NTT東日本伊豆病院 | 伊豆逓信病院 | 静岡県田方郡函南町   | 函南町はNTT西日本のエリア |

### 他法人への譲渡
| 現在の病院名              | 旧称                               | 所在地               | 備考 |
| ------------------------- | ---------------------------------- | -------------------- | --- |
| 東北医科薬科大学 若林病院 | 東北逓信病院 → NTT東日本東北病院   | 宮城県仙台市         | 2016年4月1日付で東北医科薬科大学へ譲渡。                                                                                         |
| 朝日ながの病院            | 長野逓信病院 → NTT東日本長野病院   | 長野県長野市         | 2013年3月29日付で社会福祉法人 ハイネスライフへ 譲渡。                                                                            |
| 重工大須病院              | 東海逓信病院 → NTT西日本東海病院   | 愛知県名古屋市中区   | 2021年9月30日付で医療法人 桂名会へ譲渡。 2024年1月1日付で同法人の運営する旧重工記念病院 と合併、「大須病院」から現病院名へ変更。 |
| 恵寿金沢病院              | 金沢逓信病院 → NTT西日本金沢病院   | 石川県金沢市         | 2014年7月1日付で社会医療法人財団 董仙会へ譲渡。                                                                                  |
| 第二大阪警察病院          | 大阪逓信病院 → NTT西日本大阪病院   | 大阪府大阪市天王寺区 | 2019年4月1日付で医療法人 警和会へ譲渡。                                                                                          |
| 洛和会東寺南病院          | 京都南逓信病院 → NTT西日本京都病院 | 京都府京都市南区     | 2016年1月31日付で医療法人社団 洛和会へ譲渡。                                                                                     |
| 松山まどんな病院          | 松山逓信病院 → NTT西日本松山病院   | 愛媛県松山市         | 2021年1月31日付で社会医療法人 真泉会へ譲渡。                                                                                     |
| くまもと森都総合病院      | 九州逓信病院 → NTT西日本九州病院   | 熊本県熊本市中央区   | 2011年7月1日付で医療法人 創起会へ譲渡。                                                                                          |
| 昭和会病院                | 長崎逓信病院 → NTT西日本長崎病院   | 長崎県長崎市         | 2014年4月1日付で医療法人 昭和会へ事業譲渡され、長崎あじさい病院に改称。2022年4月1日、同法人が経営する昭和会病院に統合された。    |

## CI

### ロゴ
シンボルロゴは「ダイナミックループ」と呼ばれる。NTT発足の際、グラフィックデザイナーの亀倉雄策がCIデザイン会社のパオスから発注を受けて制作担当、17世紀に数式化されたトロコイド曲線中の無限運動閉曲線を元にデザインされた。

### ドメイン名
NTTはインターネットドメイン名として、JPccTLDの運用初期から『ntt.jp』を有していた。
JPNICがセカンドレベルドメインを導入した際、NTTはドメイン名が広く認知されていることを理由に特別に『ntt.jp』の継続使用を許されていたが、のちにco.jpドメインへと移行（ntt.co.jp）した。同様に、NTTデータは『nttdata.jp』ドメインの継続使用を許されていたが、のちにco.jpドメインに移行（nttdata.co.jp）した。
高エネルギー物理学研究所（KEK、当時『kek.jp』を保持）にも同様の措置がなされたが、こちらはセカンドレベルドメイン導入後、汎用JPドメインが誕生するまでの間も『kek.jp』を使い続けていた。
ジェネリックトップレベルドメイン『.ntt』の管理主体となっており、NTTグループの一部のWebサイトで運用をしている。

### キャッチフレーズ
CMのアイキャッチにおいてシンボルロゴの上にキャッチフレーズが添えられていた。
- 1985年（昭和60年） - 1986年（昭和61年）：未来を考える人間企業
- 1995年（平成7年） - 1996年（平成8年）：電話の先へ
- 1996年（平成8年） - 1997年（平成9年）：ひろがるマルチメディア
- 1997年（平成9年） - 1998年（平成10年）：マルチメディアは世界をむすぶ
- 1999年（平成11年） - 不明：グローバル情報流通企業

### 俗称
1990年代（平成2年 - 平成11年）前半のパソコン通信の全盛期、キーボードの「N」「T」「T」に刻印されたカナ文字から、ニフティサーブなどのパソコン通信のコミュニティを中心に、隠語的に「みかか」とも呼ばれ、パソコン通信やインターネットのダイヤルアップ接続にかかる高額な電話料金は「みかか代」と表現することも多かった（詳細はみかかの項参照）。

## 不祥事

### 研究機密の漏洩
NTTでは1989年ごろにショルダー型携帯電話などのバッテリーとして製品化されたばかりの金属リチウム二次電池を採用したが、金属リチウムの化学活性の高さから発火事故が起き、初期のmovaではより安全なニッケル・水素充電池が使われた。NTTでは携帯電話のバッテリーとしてリチウムイオン二次電池が有望と認識しており、1993年からテキサス大学のジョン・グッドイナフ研究室に研究員として職員を派遣した。しかし職員は機密保持に関する契約に反し、リン酸鉄リチウム電池に関する機密情報を会社に漏洩、NTTは情報を元に1995年11月に無断で特許を出願し日本の電子機器メーカーに売り込みをかけたため、テキサス大学はNTTに対して5億ドルの損害賠償訴訟を起こした。2008年にNTTがテキサス大学に3000万ドルを支払い、日本での特許から生じる利益の一部も大学に譲渡する内容で和解が成立した。NTTは以降もテキサス大学との共同研究を行っている。

### 総務省に対する違法接待問題
2017年11月22日と2018年3月29日に、野田聖子総務大臣が、NTTドコモの立川敬二元社長らNTT幹部と、NTTグループが運営する麻布十番のKNOXで会食していた。
2021年3月10日に会食が報じられると、総務省とは無関係なプライベートの会合であり、報道を受け会食費用2万6,000円の返還もしており、接待ではないとの説明が2021年3月11日に自由民主党本部で野田より行われた。
その後、歴代社長たる鵜浦博夫や澤田純や、NTTデータの岩本敏男が、2018年や2020年に鈴木茂樹総務審議官や、谷脇康彦総務審議官、山田真貴子総務審議官、秋本芳徳総務省電気通信事業部長、金杉憲治外務審議官らに対し、NTTグループ関連会社のレストランで多額の接待をしたという報道が2021年3月3日に週刊文春で記事になると、NTTも「会食を行ったことは事実」と認めた。NTTは総務大臣から事業計画などの認可を受けて経営されており、一般職国家公務員の場合、総務省幹部がNTT側から供応接待を受けることは、国家公務員倫理法に抵触する疑いがある。
また、2018年6月には鵜浦の取締役再任人事が携帯電話料金値下げを目指していた政府に拒否され、代わって異例の人事で篠原弘道が会長に昇格したが、その月にNTT側の費用負担で、篠原と坂井学総務副大臣が会食を行った。
2018年の9月4日と9月20日には、当時局長だった谷脇がNTTグループが運営する麻布十番の会員制レストランKNOXで接待を受けていた。9月4日はNTT社長を退任したばかりの鵜浦博夫相談役ら3人で会食し、総額30万2000円と一人10万円を超える接待を受けた。9月20日はNTTの澤田社長ら3人で会食し、総額8万7000円だった。NTT側からの接待は、3回合計の総額で58万円超、谷脇が受けた接待額は計17万円を超える計算になる。1回目の接待は2万円の「フレンチコース」に13万5000円の赤ワイン、3回目は1万6000円の「ヘルシーコース」に、3万4000円の赤ワインや4万8000円の大吟醸などが振る舞われた。国家公務員の倫理規程では、1万円を超える接待の場合は届け出が必要だが、谷脇は一度も届けを出していなかった。
2018年11月、澤田が鈴木茂樹総務審議官と、秋本芳徳総務省電気通信事業部長を接待し、NTT側が全額を負担した。
2019年12月20日と2020年9月1日に澤田が、島田明副社長らとともに高市早苗総務大臣とKNOXで会食したとも報じられた。これに関し高市から2021年3月10日付で反論がなされ、いわゆる「接待」にはあたらず、また各2回ともにNTT側から指定された会費1万円の支払いと、1万6500円相当の土産の提供を行ったことや、差額がある場合には支払う意向であることを同日に伝達したとの説明もなされ、その後、実際に返金が行われた。
2020年6月4日には山田と巻口英司総務省国際戦略局長がともにNTTグループの関連会社が運営するレストランを訪れていた。接待したのはNTTの澤田純社長と北村亮太執行役員で、4人の飲食代は総額で約33万円（割引前）だった。NTTら会員企業は100万円単位の年会費を店側に支払っており、会員企業の場合、代金が4割引きになる。
2020年7月3日には谷脇が再び同じ店にある「ピオニー」と呼ばれる最上級の個室で、NTTデータの岩本前社長から接待を受けていた。当時、外務審議官だった金杉憲治も同席しており、計4人の飲食代の合計は約19万3000円だったものの、外務審議官は利害関係者にはあたらないとの説明が、2021年3月5日の参議院予算委員会で茂木敏充外務大臣からなされ、加藤勝信内閣官房長官も、金杉への聞き取りは実施しないとの考えを示した。
2020年9月には、澤田が寺田稔総務副大臣と会食し、費用はNTT側が負担したと、2021年3月10日に週刊文春で報道された。2021年3月10日付の文春オンラインでの報道を受け、寺田事務所からは「慰労会のつもりだった」との釈明と、会食費分を返金する意向が表明された。
2020年11月には、武田良太総務大臣が澤田らと会食したが、食事は注文せず、費用として1万円を支払ったとし、国務大臣、副大臣及び大臣政務官規範への抵触はなかったと説明した。
先だって発覚した東北新社役職員による総務省幹部接待問題を受け、総務省では有識者による検証委員会が立ち上げられ、トップには谷脇の高校の後輩にあたる新谷正義総務副大臣が就任すると発表されていたが、3月10日に週刊文春により、2020年11月に新谷の秘書がNTTから接待を受けており、新谷自身も2021年1月に会食する予定だったが新型コロナウイルス感染症の世界的流行を受け中止となったと報じられた。その後、12日に検証委員会には総務省職員は加わらず、第三者のみで組織されると構成が変更された。
なお、2021年3月1日に衆院予算委で森山浩行議員から「東北新社以外の衛星放送各社、民放やNHK、あるいは通信会社の社長から接待を受けたことはありますか」と問われ、谷脇は「公務員倫理法に違反する接待を受けたということはございません」などと答えていた。
また、当時総務審議官だった山田真貴子が、NTT社長らとも会食をしていたと週刊文春で報じられたことについて、政府は2021年3月4日の参院予算委員会で山田に事実確認をしない考えを示した。菅義偉は、山田が3月1日に辞職した際にNTT社長らとの会食を知らなかったのかと日本共産党の田村智子に尋ねられ「承知していませんでした」と答えた。田村が「山田氏への事実確認は当然行いますね」と尋ねると、加藤勝信官房長官は「すでに退任されているので、当方から事実確認する立場にはないと思っている」と答弁した。田村が「なぜ事実確認されないのか」と質問すると、加藤官房長官は「すでに退任されて一般の方になっているわけですから、政府側が確認する立場にはない」と説明した。田村が「それでは菅政権は接待問題を究明する立場にないことになる」と追及すると、菅は「そこはルールに基づいてしっかり対応している」と主張した。
2021年3月5日、巻口英司国際戦略局長は、接待に山田も同席していたことを認めたうえで、会費としてNTT側から求められた1万円を支払ったと説明した。
3月5日の参院予算委員会で、谷脇は、2020年7月の計4人の飲食代の合計は約19万3000円だった会食に関して「会費として5000円を支払った」と答弁した。
谷脇は国会答弁で3回とも「会費を支払った」としたが、総務省は3月8日、3回のうち2回で払っていなかったと認定する調査結果を発表した。武田良太総務相は3月8日、「（国家公務員対象の）倫理法令に違反する疑いが高い」と述べたうえで、谷脇を大臣官房付に更迭する人事を発表した。
3月9日、NTTは特別調査委員会を設置し、社外取締役を務める榊原定征日本経団連名誉会長が委員長に、伊藤鉄男元次長検事などが委員に就いた。一連の会食のうち、政治家との会食については、法的な問題のない一般的な意見交換であるため、調査対象外とされた。
3月15日、澤田が参議院予算委員会で答弁に立ち、NTTが野党の国会議員にも接待をしていたことを明かした。自由民主党幹部も、「野党の誰が会食をしていたかは知っている」などと野党への牽制を行った。
3月16日、谷脇が3か月の停職処分を受けたのちに辞職し、巻口が減給2か月10分の1の懲戒処分を受けた。3月17日、白眞勲参議院議員からの提出要求により、谷脇の公用車の運行記録が破棄されていることが判明した。